# Lunenburg County (Nova Scotia)
Lunenburg County ist ein County an der Südküste der ostkanadischen Provinz Nova Scotia. Die Einwohnerzahl beträgt 47.126 (Stand: 2016). 2006 umfasste es 2909,9 km² und hatte 47.313 Einwohner; die Bevölkerungsdichte lag somit bei 16,3 Einwohner/km². Das an der zerklüfteten Atlantikküste gelegene County wird vom Nova Scotia Highway 103 durchquert.

## Geschichte
Mit der Einführung der ersten fünf Countys in Nova Scotia am 17. August 1759 entstand auch Lunenburg County, das nach König Georg II. von Großbritannien benannt wurde, der auch Herzog von Braunschweig und Lüneburg war. 1762 wurde daraus Queens County sowie 1781 Shelburne County und Sydney County abgespalten. Die Grenzen der so entstandenen neun Countys in Nova Scotia wurden 1784 offiziell festgelegt.

## Gemeinden
Lunenburg County umfasst neben drei Towns zwei Municipal Districts, in denen viele nicht eigenständige Incorporated Villages liegen. Zudem gibt es zwei Indianerreservate der Mi’kmaq. Die Zahl in Klammern gibt die Einwohnerzahl nach dem Census 2011 an.
| Towns 1. Bridgewater (8241) 2. Lunenburg (2313) 3. Mahone Bay (943) Municipal Districts 1. Chester (10.599) 2. Lunenburg (25.118) | Indianerreservate 1. Gold River 21 (77) 2. Pennal 19 (22) |